# Даля Грибаускайте
Даля́ Грибауска́йте (Ґрибауска́йте, лит. Dalia Grybauskaitė; нар. 1 березня 1956, Вільнюс, Литовська РСР, СРСР) — литовська політична діячка, президентка Литви у 2009—2019 роках, перша переобрана на другий термін поспіль на найвищу державну посаду Литви.
Комісарка Єврокомісії з бюджету і фінансового планування (2004—2009), міністерка фінансів Литви (2001—2004), віцеміністерка закордонних справ (2000—2001) і віцеміністерка фінансів (1999—2000).

## Життєпис
Народилася у литовській родині електрика Полікарпаса Грибаускаса (1928—2008) та продавчині Віталії Корсакайте (1922—1989).

### Кар'єра
1975—1976 — працювала інспекторкою відділу кадрів державної філармонії Литовської РСР.

### Освіта
З 1976 навчалася на вечірньому відділенні економічного факультету Ленінградського державного університету імені Андрєя Жданова. Під час навчання працювала на ленінградській хутряній фабриці «Рот-Фронт» робітницею і лаборанткою.
1983-го закінчила університет за фахом «політекономія» і повернулася в Литву, де стала відповідальною секретаркою Академії наук Литви.
1983—1990 — викладала політекономію у Вільнюській вищій школі КПРС і завідувала кабінетом сільського господарства.
1988 — в Академії суспільних наук захистила дисертацію на тему «Взаємозв'язок суспільної і особистої власності у функціонуванні особистого підсобного господарства» і отримала ступінь кандидата економічних наук за фахом «політична економія соціалізму».
1990—1991 — працювала вченою секретаркою в Інституті економіки у Вільнюсі.
1991-го навчалася за програмою для керівників в Інституті міжнародних економічних відносин Джорджтаунського університету у Вашингтоні.

### Політична кар'єра в незалежній Литві
1991-го стала директоркою європейського департаменту Міністерства міжнародних економічних зв'язків Литви, потім очолювала аналогічний підрозділ у Міністерстві закордонних справ Литви. У цей період керувала переговорами щодо договору про вільну торгівлю між Литвою і Євросоюзом.
1994—1995 — була надзвичайною амбасадоркою і уповноваженою міністеркою у місії Литви при Євросоюзі й одночасно — заступницею головного координатора переговорів щодо погодження договору про вступ Литви до Євросоюзу.
1996—1999 — працювала уповноваженою міністеркою в посольстві Литви в США.
1999—2000 — займала посаду віцеміністерки фінансів і керувала переговорами Литви з Міжнародним валютним фондом і Світовим банком.
З лютого 2000 якийсь час перебувала на чолі ради директорів литовського державного Ощадного банку (Taupomasis Bankas), який у цей період готували до приватизації.
2000-го стала віцеміністеркою закордонних справ.
З липня 2001 року до 2004 року — міністерка фінансів у соціал-демократичному уряді Альгірдаса Бразаускаса. Наголошувалося, що за цей час дефіцит бюджету Литви зменшився з 8,5 до 1,2 % ВВП.
Після приєднання Литви до Євросоюзу, на початку 2004 року була делегована в Єврокомісію, де спочатку займалася культурою й освітою, але вже в листопаді 2004 року стала єврокомісаркою, відповідальною за фінансове планування і бюджет. Працюючи на цій посаді, здобула значну популярність, як у Литві, так і за кордоном. Ще перед призначенням газета The Wall Street Journal 2004 року назвала її «залізною леді» та порівняла з Маргарет Тетчер.
Листопад 2005 — тижневик European Voice обрав Грибаускайте «комісаром року» за зусилля з реформування бюджету ЄС.
2008 — була визнана «жінкою року» в Литві. При цьому залишалася настільки жорсткою критикинею економічної політики литовського уряду, що влітку 2008 року прем'єр-міністр Ґядімінас Кіркілас (Gediminas Kirkilas) навіть звинуватив її в «політиканстві».

### Президентські вибори
26 лютого 2009 року, в перший день реєстрації кандидатів на виборах президента Литви, оголосила про свій намір балотуватися як незалежна кандидатка. Висунення Грибаускайте як преса, так і вона сама пов'язували з погіршенням економічної ситуації в Литві, що призвела в січні 2009 року до заворушень біля Сейму. Відповідно до правил Єврокомісії, із середини квітня Грибаускайте припинила виконувати обов'язки єврокомісара.
Незалежна кандидатка Даля Грибаускайте впевнено виграла президентські вибори 17 травня 2009 року, отримавши 69,05 % голосів. Явка на виборах склала 51,66 % від 2,7 мільйонів зареєстрованих виборців, що виключило необхідність проведення 2-го туру.

## Ставлення до України

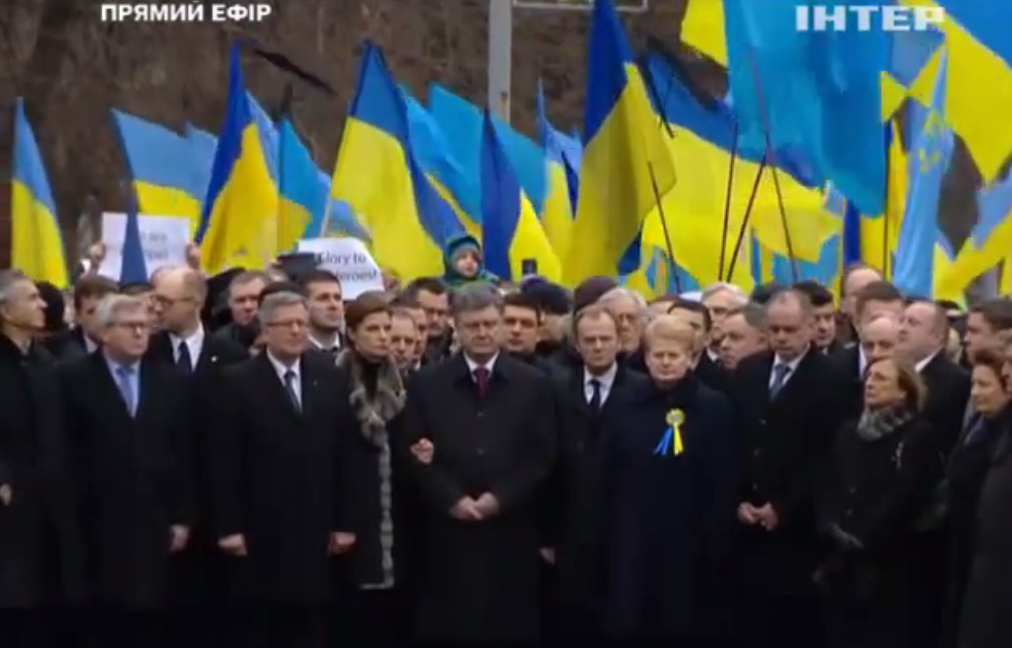
Даля Грибаускайте на Марші єдності в Києві 22 лютого 2015

Даля Грибаускайте заявляла, що проблема Литви — її дружба в зовнішній політиці «з різними злиднями», а потрібно шукати друзів у Західній Європі. Після свого обрання президентом вона пом'якшила власну позицію, заявивши, що в зовнішній політиці має намір продовжувати й розвивати курс допомоги у справі демократизації країн СНД — України, Грузії і Білорусі, започаткований ще її попередником Валдасом Адамкусом, а також сприяти їхній інтеґрації в Європейський Союз і НАТО, додавши при цьому: «Якщо, звісно, вони самі цього хочуть» та повторивши: «Ми повинні більше уваги приділяти Європі, європейським державам, оскільки саме там приймаються рішення, які, зокрема, визначають долю нашої країни».
24 листопада 2014 року під час зустрічі з Президентом України Петром Порошенком Даля Грибаускайте заявила, що Литва постачатиме конкретні елементи озброєння для Українських збройних сил.
12 січня 2015 року за послідовне і непохитне відстоювання інтересів України на найвищому міжнародному рівні, демонстрацію рішучої позиції підтримки по відношенню до України Вища академічна рада України проголосила президента Литви Далю Грибаускайте людиною року.
За даними експертного опитування, що було проведене на початку 2015 року Інститутом світової політики, найкращим лобістом України в світі було визнано Далю Грибаускайте. У лютому 2015 року Грибаускайте заявила, що Захід має підтримати Україну зброєю, оскільки Росія веде проти неї відкриту війну.

## Нагороди
- Орден Свободи (Україна, 6 грудня 2018) — за визначний особистий внесок у зміцнення українсько-литовських міждержавних відносин, відстоювання державного суверенітету і територіальної цілісності України[10]

## Родина та особисте життя
Грибаускайте володіє литовською, англійською, російською, польською і французькою мовами.
Має чорний пояс з карате.
Неодружена, у шлюбі не перебувала.

## Галерея

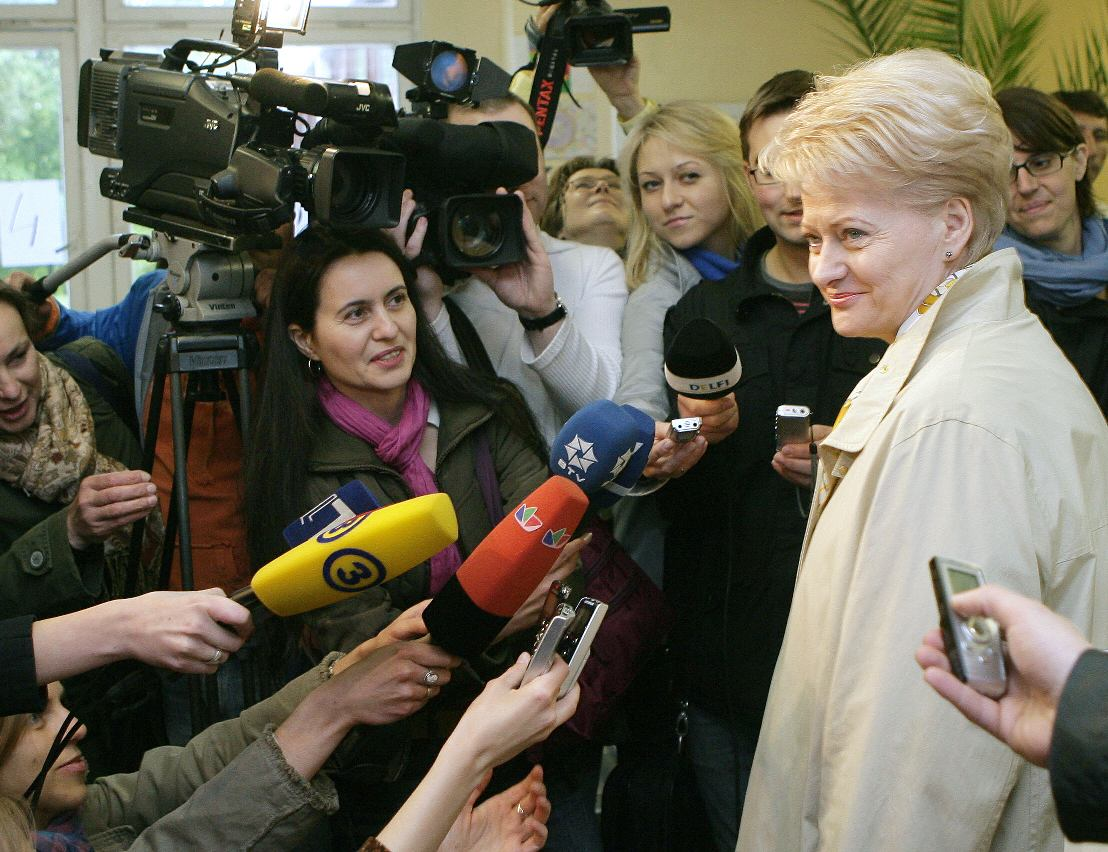
Даля Грибаускайте дає інтерв'ю під час своєї президентської кампанії в 2009
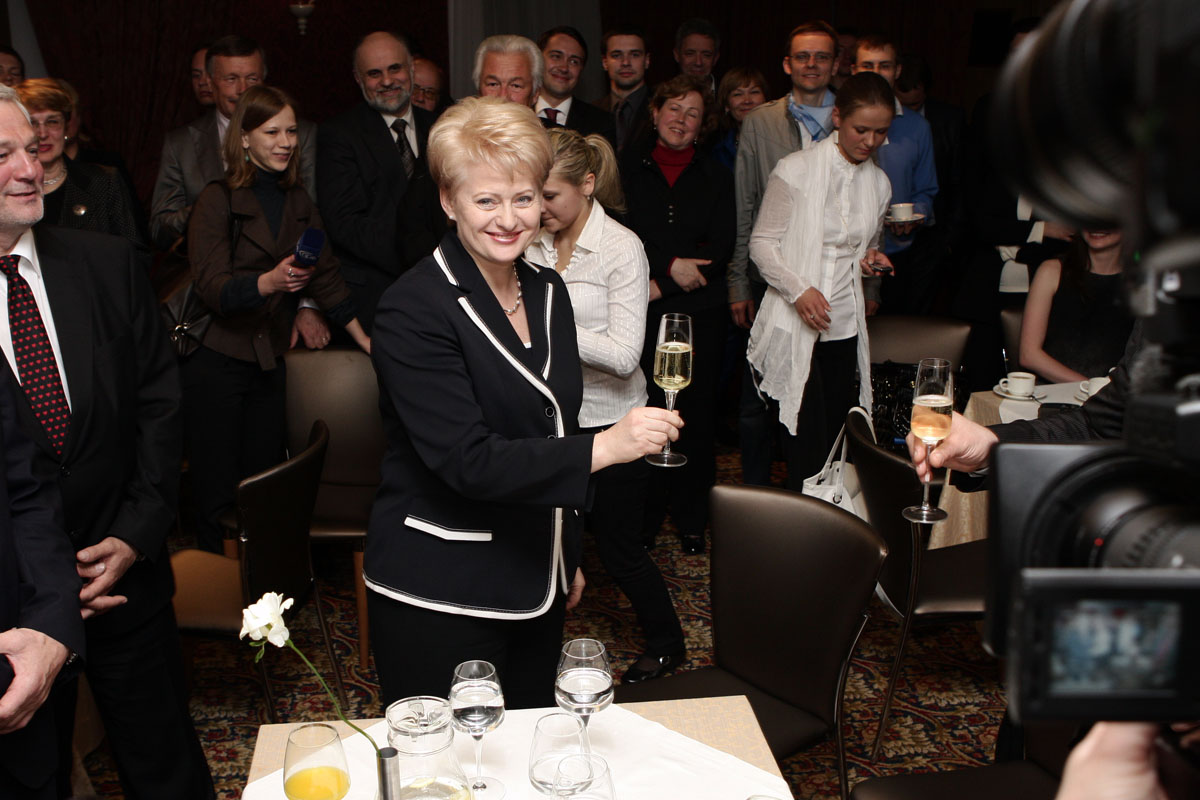
Даля Грибаускайте святкує перемогу на виборах, 2009
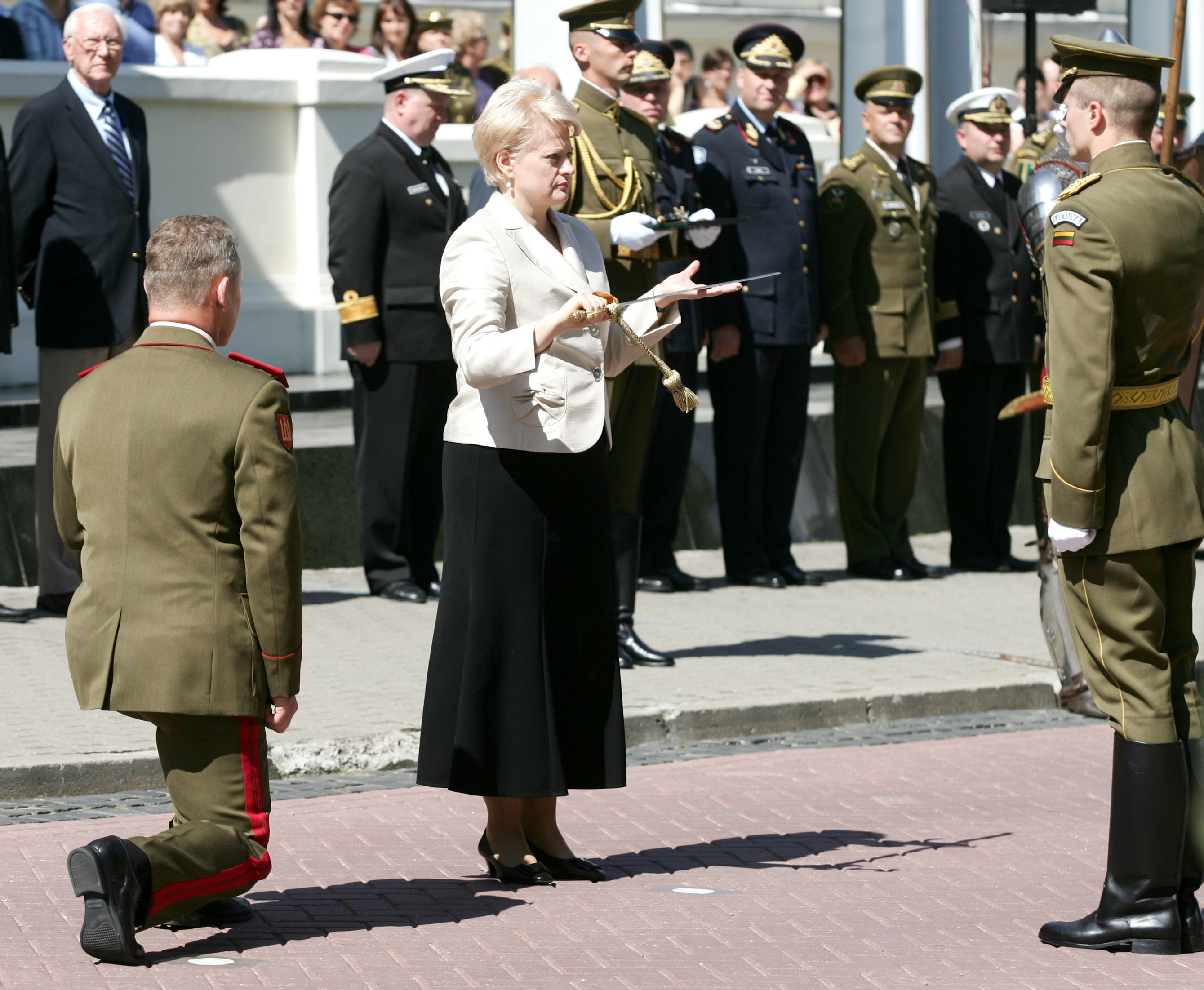
Даля Грибаускайте призначає Арвідаса Поцюса головнокомандувачем збройних сил Литви, 28 липня 2009
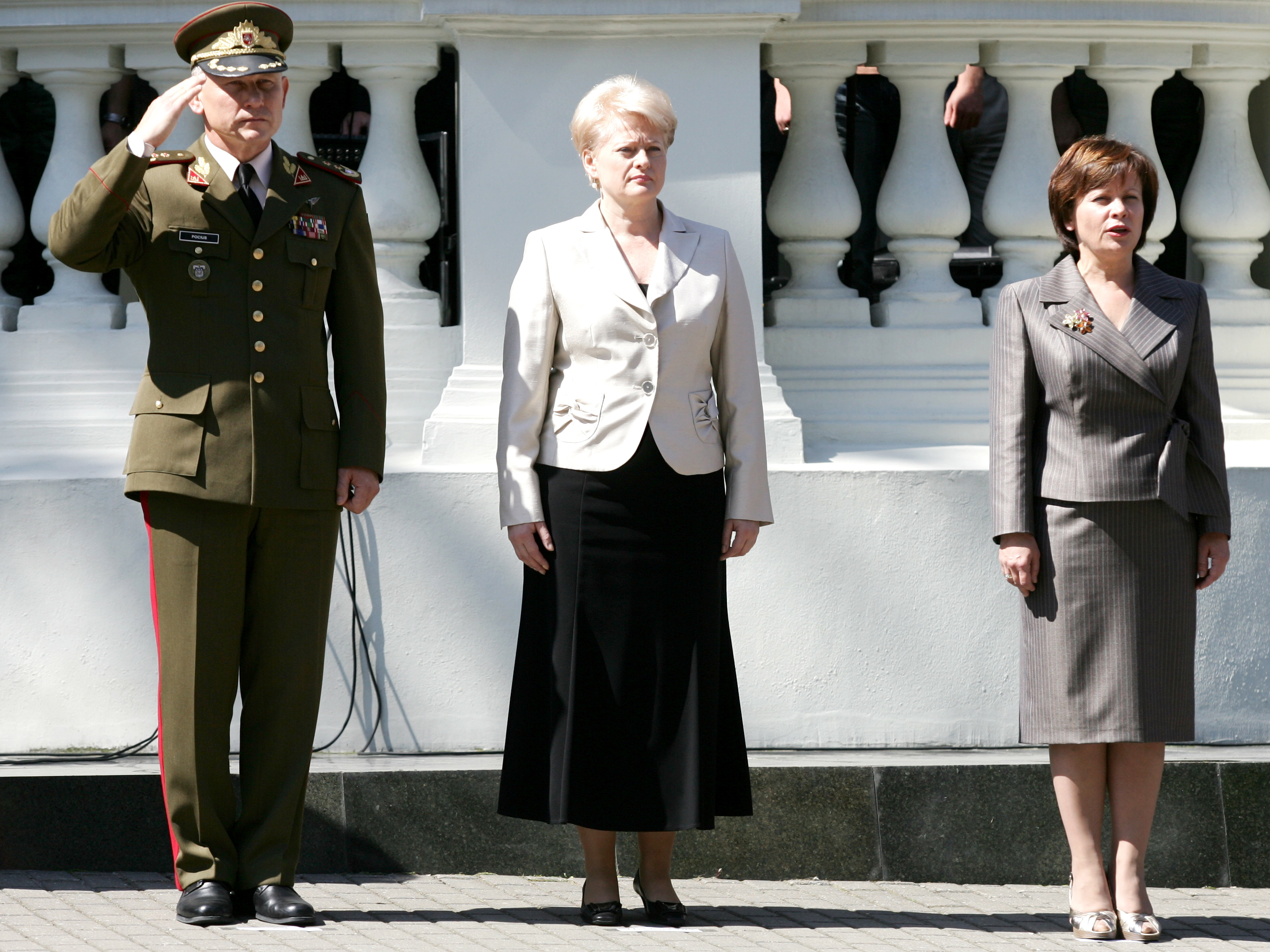
Арвідас Поцюс, Даля Грибаускайте та міністерка оборони Раса Юкнявічене, 28 липня 2009
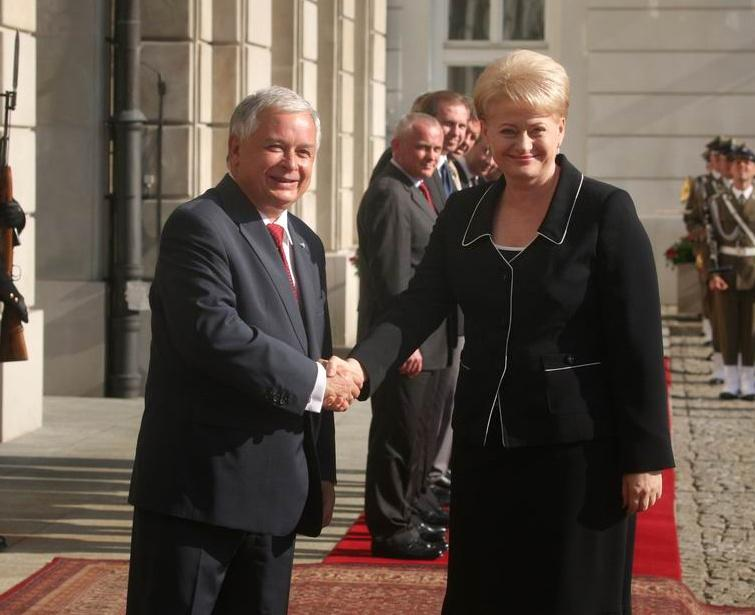
Даля Грибаускайте і Лех Качинський, 28 серпня 2009, Варшава
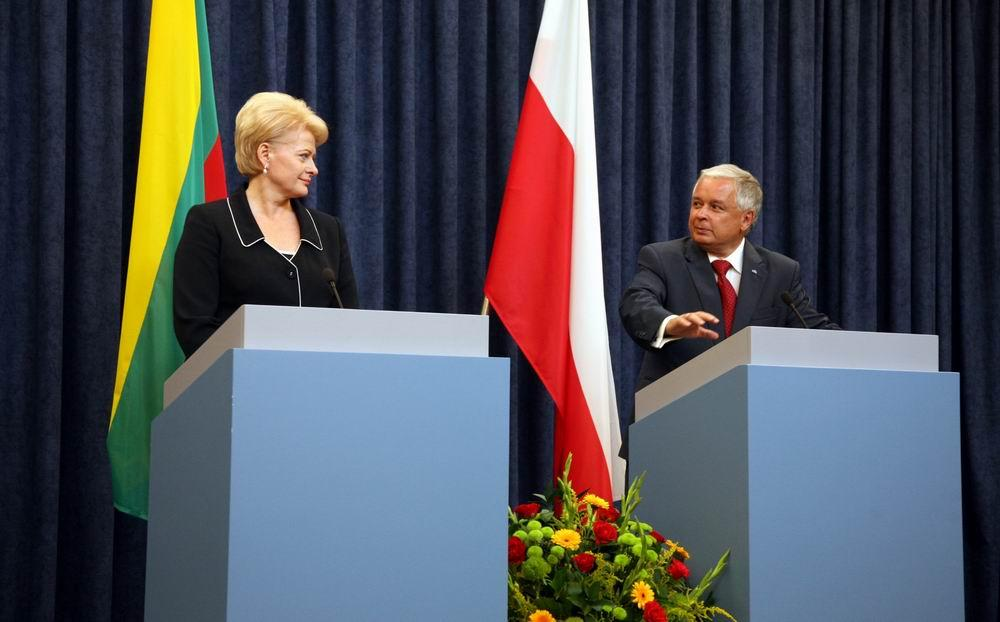
Даля Грибаускайте з президентом Лехом Качинським, 28 серпня 2009, Варшава
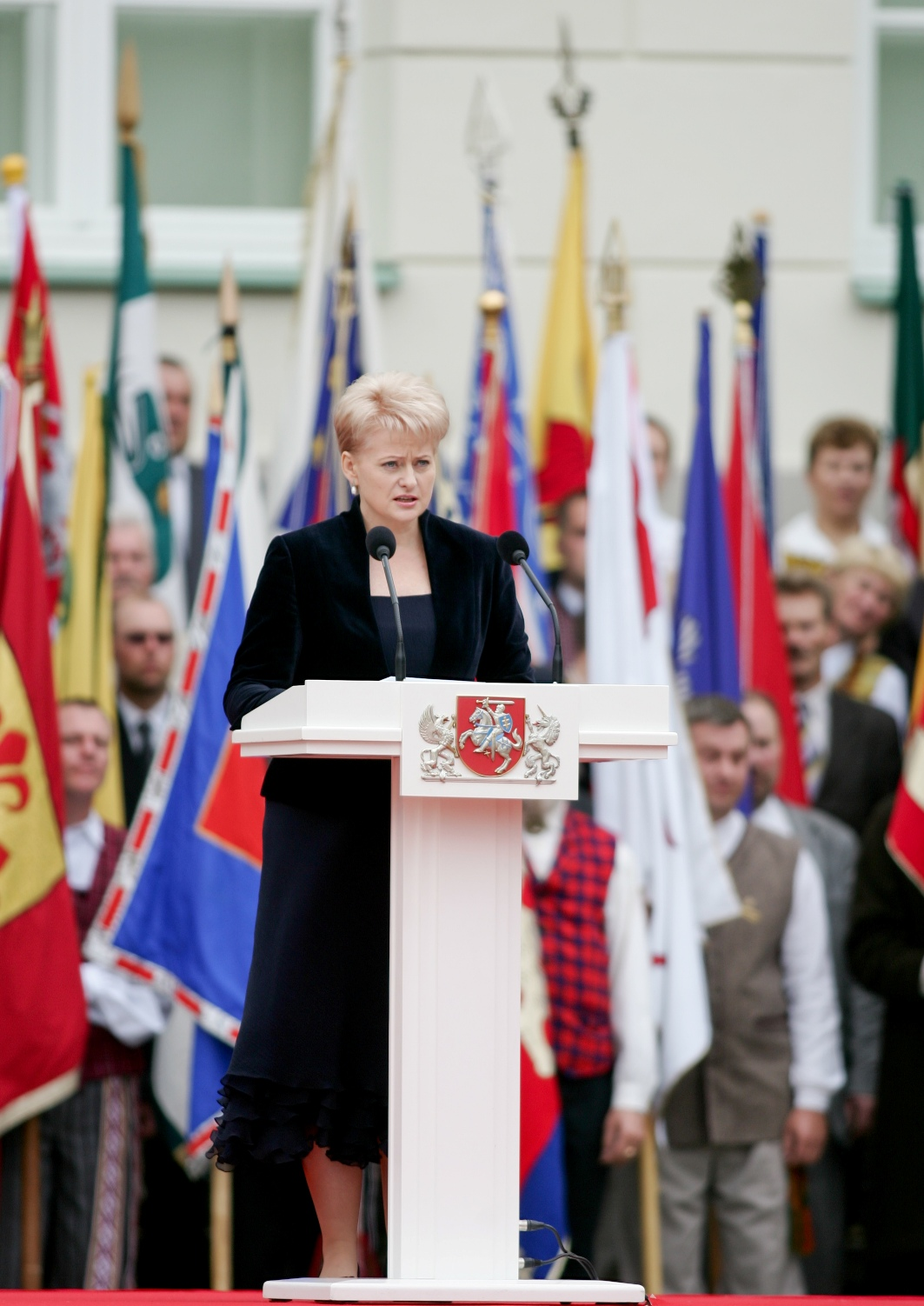
Інавгурація президента Литви в 2009
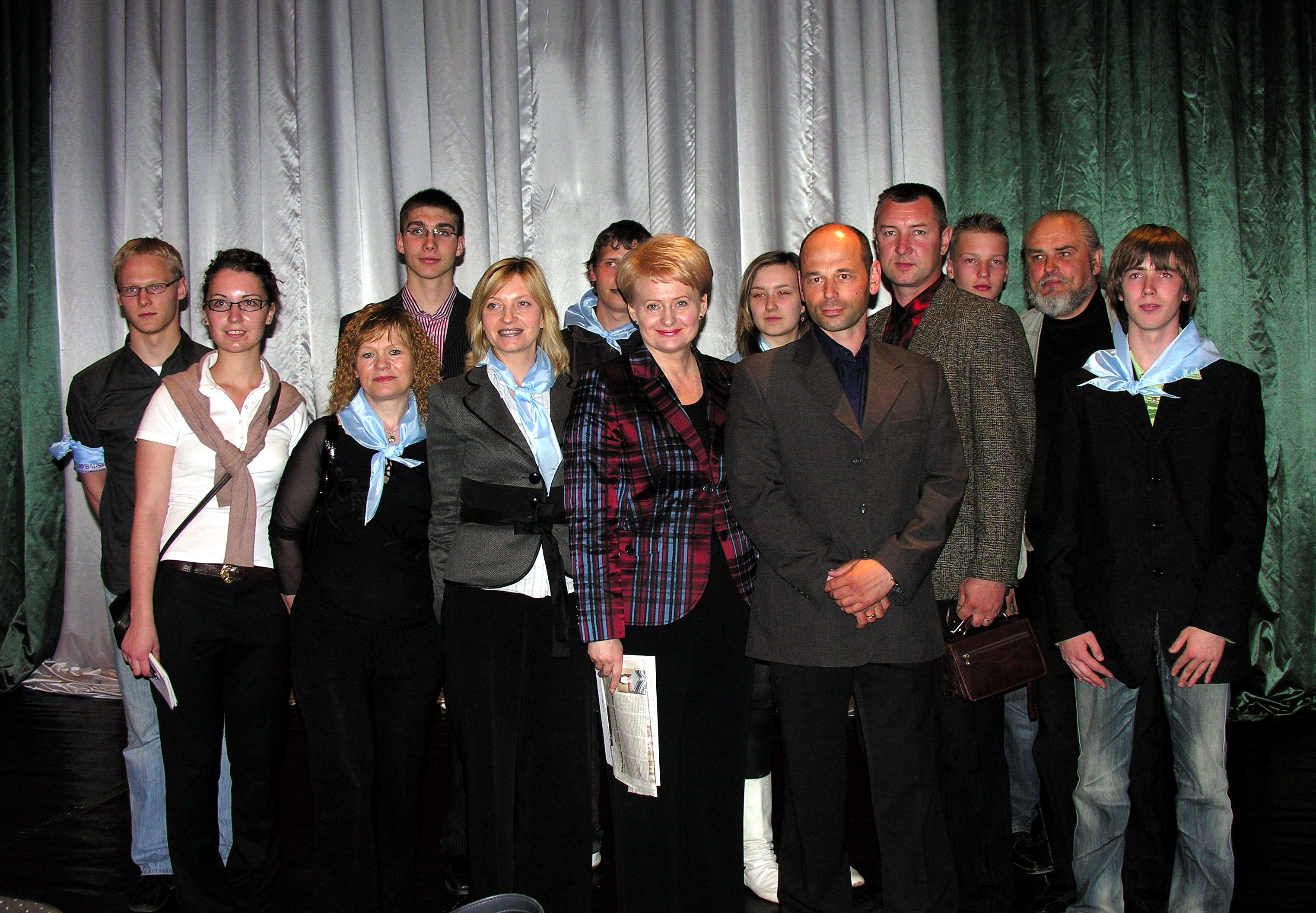
Даля Грибаускайте під час передвиборчої кампанії в місті Мажейкяй
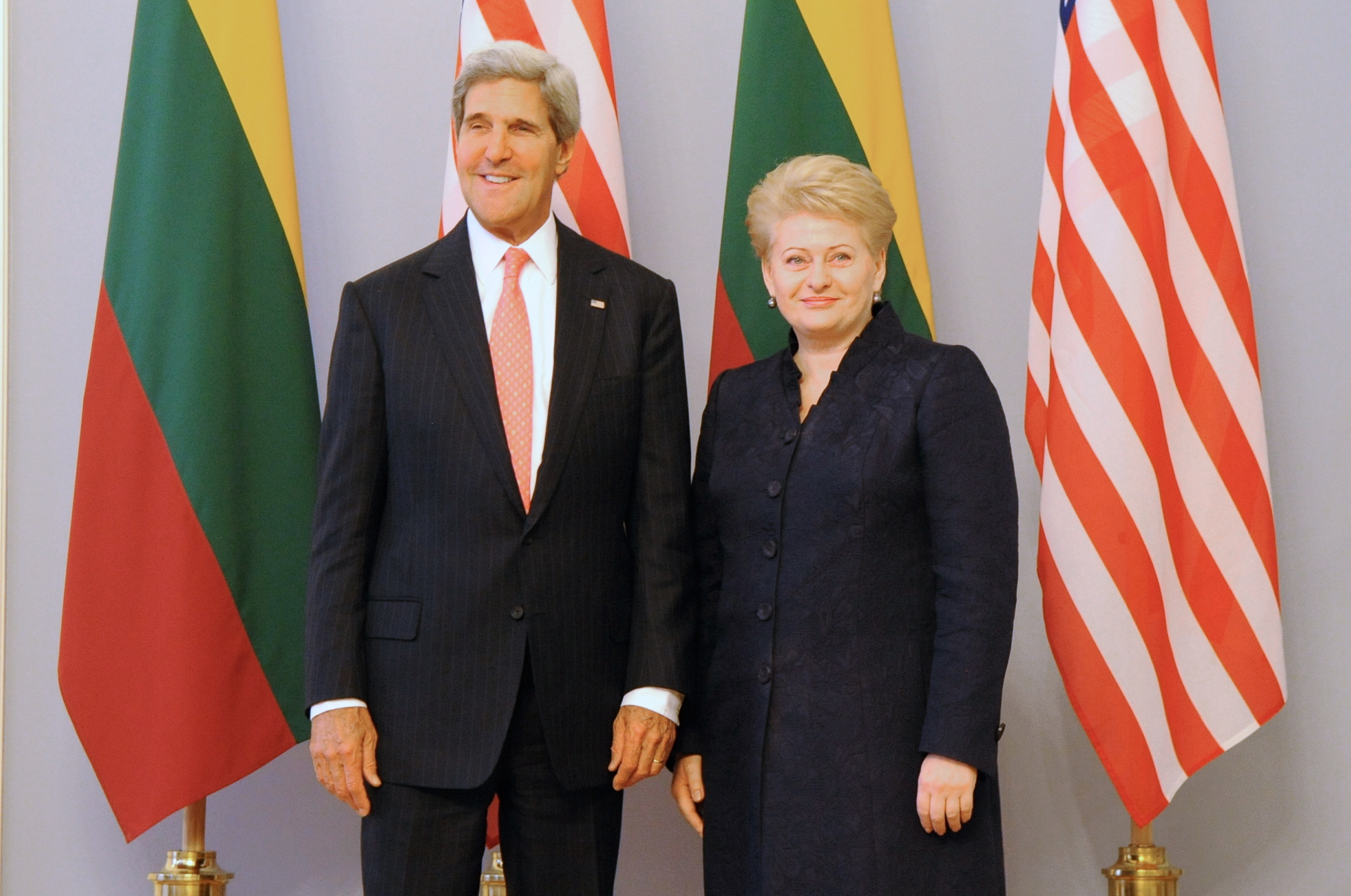
Даля та Державний секретар США Джон Керрі, Вільнюс, 7 вересня 2013
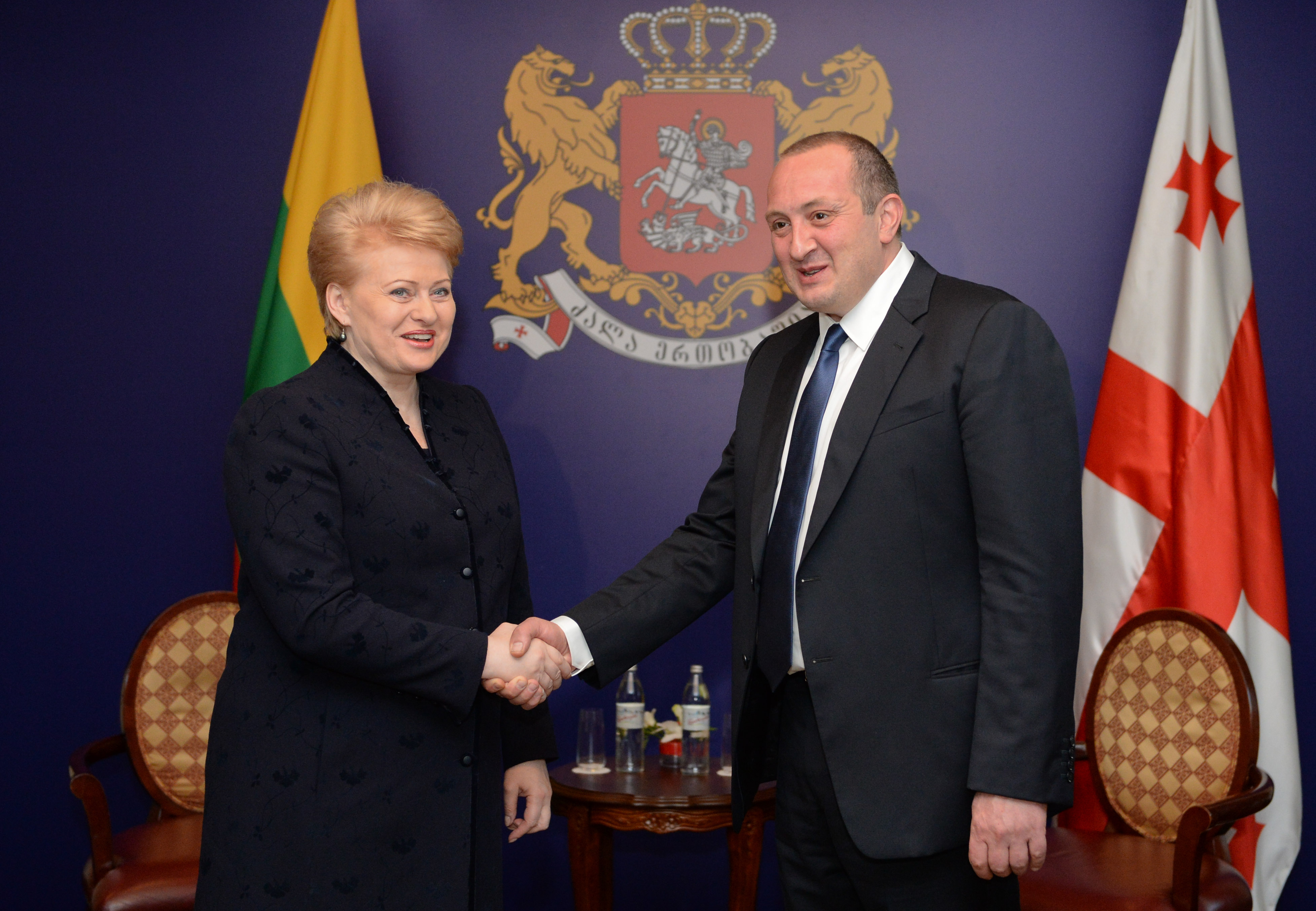
Даля та Георгій Маргвелашвілі, листопад 2013
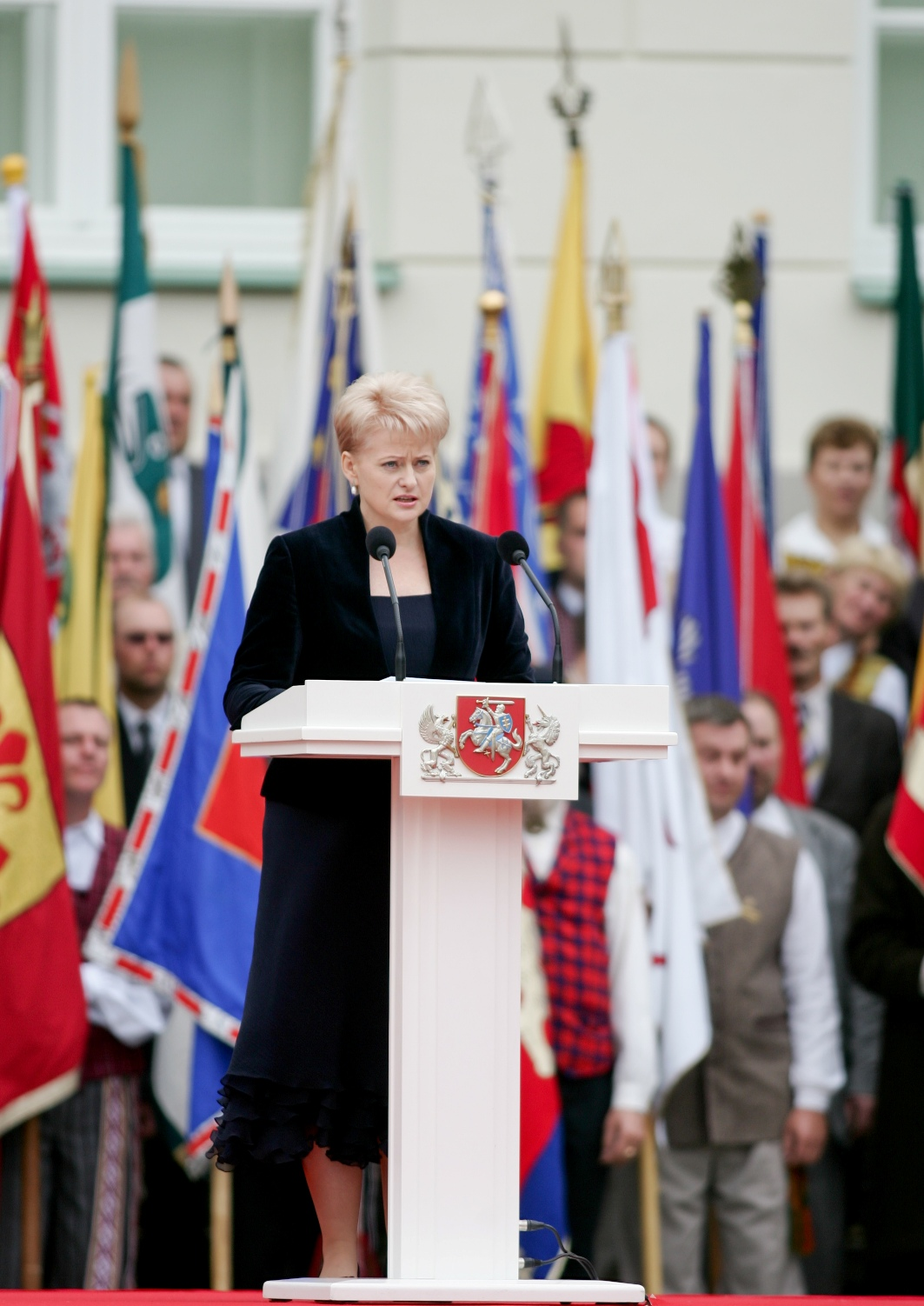
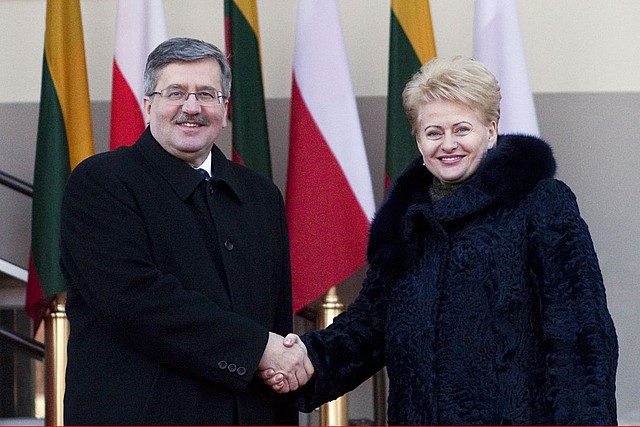
Даля та Броніслав Коморовський